# Palazzo Noordeinde
Il Palazzo Noordeinde (in olandese Paleis Noordeinde), all'Aia, è il palazzo "di lavoro" del monarca olandese, il re Guglielmo Alessandro dei Paesi Bassi. È noto anche come «het Oude Hof» (la Vecchia Corte).

## Storia e descrizione
Il palazzo era in origine una fattoria medievale costruita a partire dal 1533. Acquistata dagli Stati Generali nel 1595, fu messa a disposizione di Louise de Coligny, vedova del principe d'Orange Guglielmo I, e del figlio Federico Enrico d'Orange. Nel 1609, la fattoria fu ceduta alla Casa d'Orange-Nassau. Come per la Huis ten Bosch, Federico Enrico ordinò numerosi ampliamenti dopo il 1640, sotto la direzione di Jacob van Campen e Pieter Post. Alla morte dello Statolder nel 1647, sua moglie Amalia van Sloms vi abitò fino alla morte nel 1675, quando il palazzo passò al nuovo Statolder Guglielmo III, futuro re d'Inghilterra. Passò poi a Federico I di Prussia nel 1702 prima che Federico il Grande non la rivendette allo Statolder Guglielmo V nel 1754. Suo figlio vi abitò per breve tempo fra 1792 e 1795, quando la Prima rivoluzione batava cacciò gli Orange dalle Province Unite. I francesi confiscarono il palazzo per donarlo «alla nazione batava». Da allora il palazzo è amministrato dallo Stato. Tra 1795 e 1798, la Vecchia Corte ospitò la legazione francese presso la Repubblica batava, prima di diventarne la sede governativa fino al 1805.
Cacciati i francesi nel 1813, Guglielmo I, divenuto primo re dei Paesi Bassi, fece restaurare il palazzo e vi si trasferì nel 1817. Guglielmo II invece non abitò a Noordeinde, mentre Guglielmo III vi risiedette spesso, preferendo però Het Loo. La principessa Guglielmina nacque nel palazzo nel 1880 e vi abitò fino alla Seconda Guerra mondiale.
Noordeinde fu danneggiato da un incendio nel 1948. Dopo un lavoro di restauro iniziato nel 1976, il palazzo divenne luogo di lavoro della regina dal 1984.